# Małe Gliśno
Małe Gliśno (kaszub. Glësno, niem. Klein Glisno) – wieś kaszubska w Polsce położona w województwie pomorskim, w powiecie chojnickim, w gminie Brusy na obszarze Borów Tucholskich.
W latach 1975–1998 miejscowość administracyjnie należała do województwa bydgoskiego.
Według danych z 2011 roku miejscowość zamieszkiwało 201 osób.

## Historia
W 1526 roku miejscowość należała do trzech  właścicieli: Paweł Modrzewski, Marcin Lis i Jerzy  Szpot  herbu Szpot. W 1526 roku król Zygmunt Stary potwierdził tym właścicielom prawa majątkowe w Małym Gliśnie Potomkowie Jerzego Szpota przyjęli od Małego Gliśna drugą część  nazwiska Szpot Gliszczyńscy.

## Linki zewnętrzne

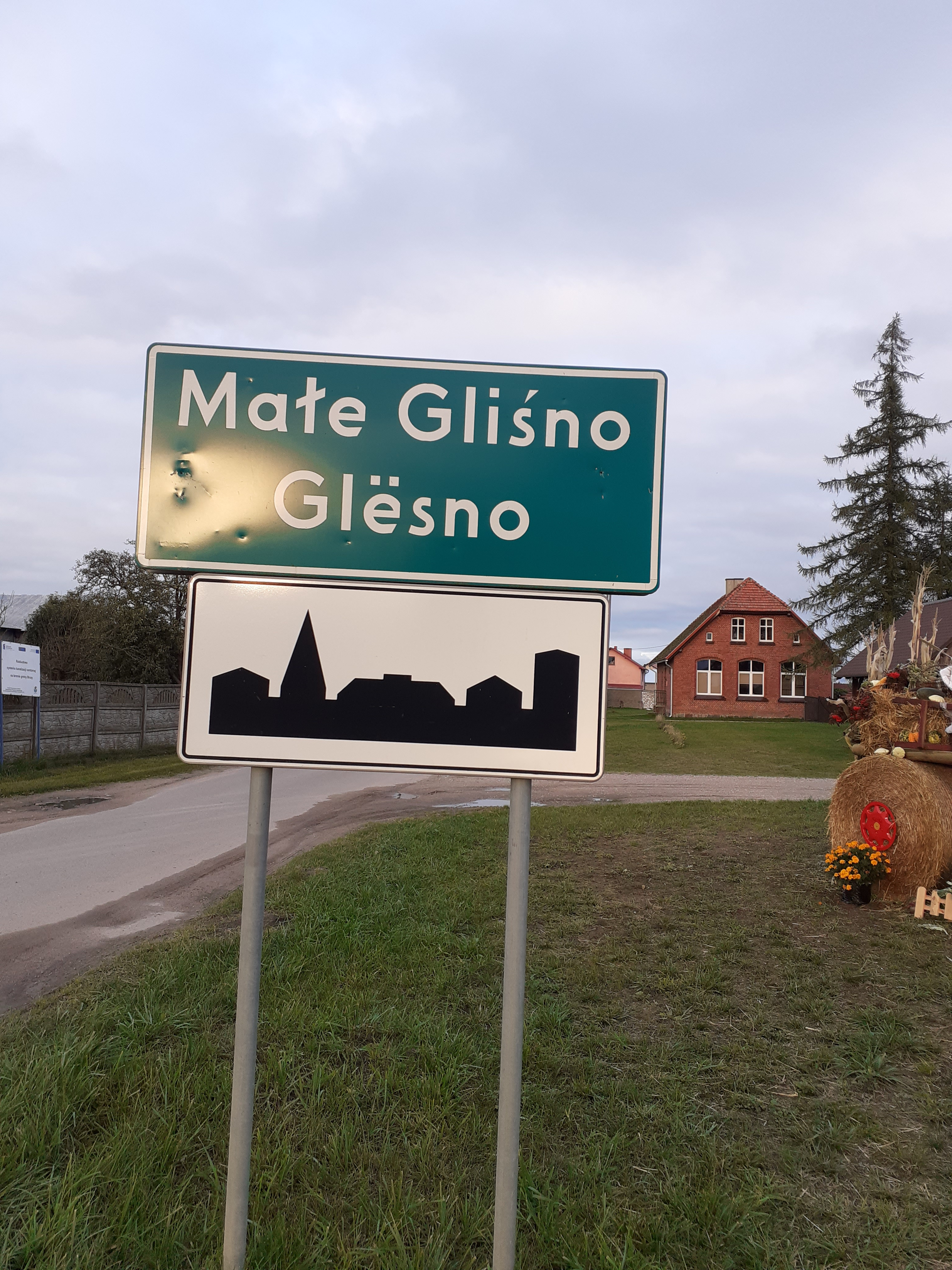
Małe Gliśno
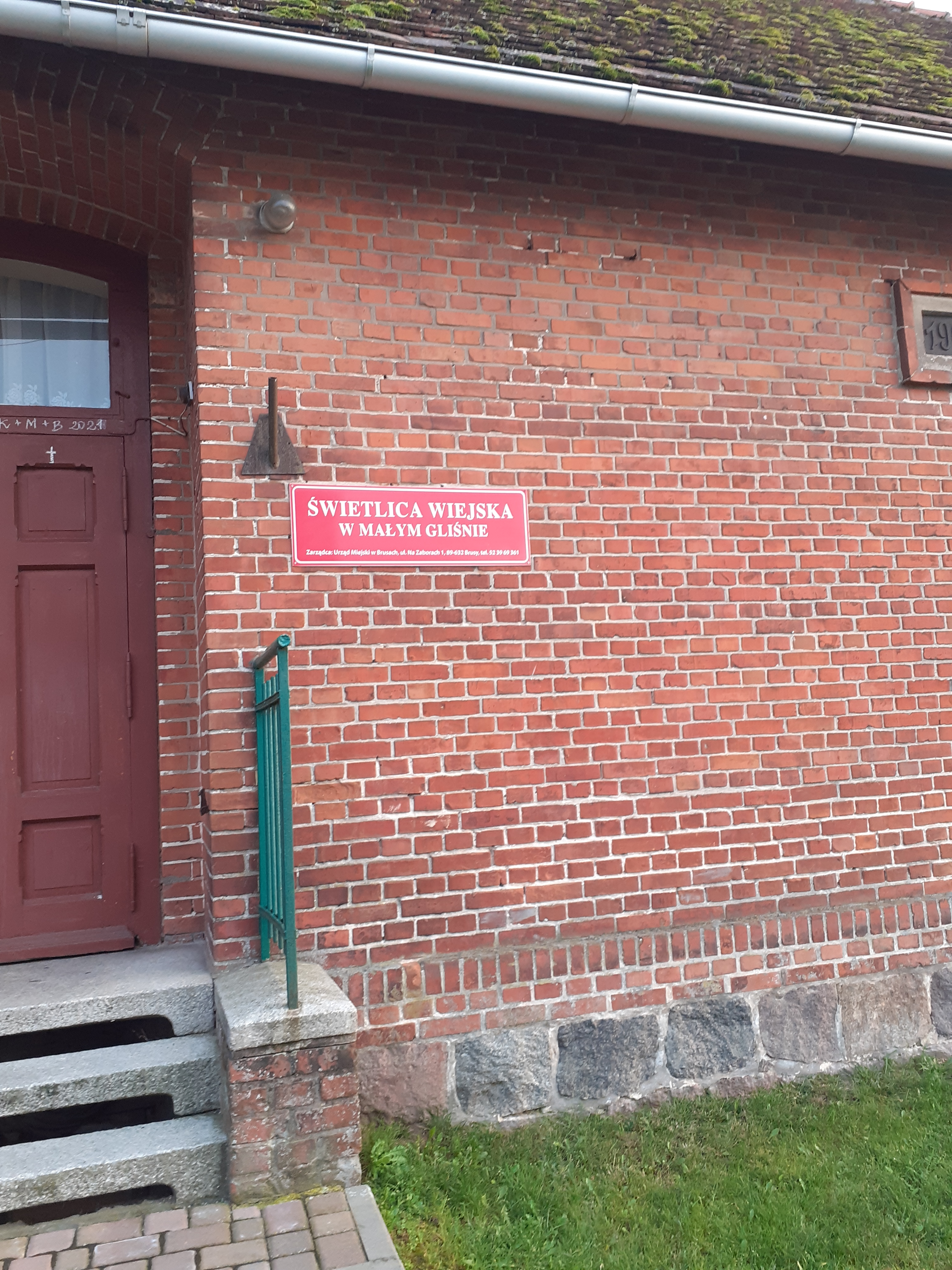
Świetlica wiejska w Małym Gliśnie